# Барон Дакр

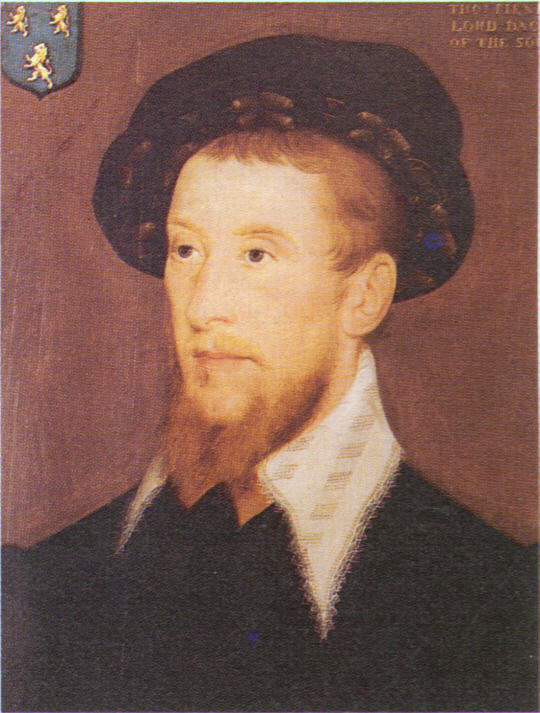
Томас Файнс, 9-й барон Дакр (1515—1541)

Барон Дакр (англ. Baron Dacre) — аристократический титул, созданный трижды в системе пэрства Англии.

## История
Впервые титул барона Дакра был создан в 1321 году для Ральфа Дакра (примерно 1290—1339). Этот лорд был женат на Маргарет Мултон, 2-й баронессе Мултон из Гисленда, наследнице обширных владений в Камбрии с центром в замке Наворт и земель в Северном Йоркшире, где сейчас находится замок Говард. Титул барона Дакра передавался по мужской линии до Томаса (1386—1458), 6-го барона, включительно. Последнему наследовала внучка Джоан (примерно 1433—1486), дочь рано умершего сэра Томаса Дакра, жена сэра Ричарда Файнса из замка Херстмонсо (1415—1483). В 1459 году Ричард Файнс был вызван в парламент в качестве лорда Дакра по праву своей жены.
В Войнах Алой и Белой розы Файнс сражался на стороне Йорков, а младшие сыновья 6-го барона Дакра — на стороне Ланкастеров. Поэтому в 1459 году король Генрих VI пожаловал титул барона Дакра из Гисленда второму сыну 6-го барона Ральфу. Последний погиб в бою в 1461 году, не оставив наследников, и посмертно был объявлен изменником. В 1482 году тот же титул получил брат Ральфа Хамфри. С этого момента постоянно существовали два носителя титула. Файнсы, обосновавшиеся в Суссексе, обычно именовались южными баронами Дакр, а Дакры, жившие в замках Наворт и Гилсланд в Камберленде, — северными баронами Дакр. Это различие существовало до смерти в 1569 году Джорджа Дакра, 5-го барона Дакра из Гисленда.

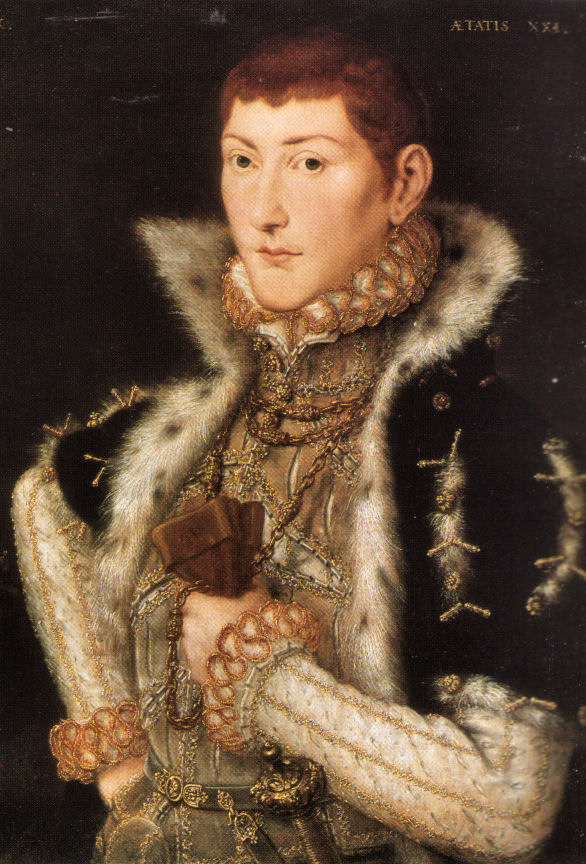
Грегори Файнс, 10-й барон Дакр (1558—1594)

Томас Файнс, 9-й барон Дакр, был обвинён в убийстве и казнён в 1541 году, а его титул и имущество были конфискованы. Его сын Грегори Файнс, 10-й барон Дакр (1539—1594), в 1558 году был восстановлен королевой Елизаветой Тюдор в своих правах. Ему наследовала сестра, Маргарет Файнс, 11-я баронесса Дакр (1541—1612), жена Сампсона Леннарда (умер в 1615). Их правнук, Фрэнсис Леннард, 14-й барон Дакр (1619—1662), женился на Элизабет Бейнинг, дочери Пола Бейнинга, 1-го виконта Бейнинга (1588—1629), которая в 1674 году получила титул пожизненной виконтессы Бейнинг. Их сын, Томас Леннард, 15-й барон Дакр (1654—1715), получил в 1674 году титул графа Сассекса. В 1715 году после смерти последнего титул графа Сассекса угас, а на баронство стали претендовать его дочери, Барбара и Энн. После смерти первой в 1741 году вторая был официально признана 16-й баронессой Дакр. Она была трижды замужем - за Ричардом Барреттом, за Генри Ропером, 8-м бароном Тейнхема, и за Робертом Муром, сыном Генри Мура, 3-го графа Дроэды. Ей наследовал сын от первого брака, Томас Барретт-Леннард, 17-й барон Дакр (1717—1786). Его преемником стал его племянник, Тревор Чарльз Ропер, 18-й барон Дакр (1745—1794). Он был сыном Чарльза Ропера, сына покойной леди Энн от второго брака с лордом Тейнхемом. В 1794 году после смерти Тревора Чарльза Ропера баронство унаследовала его сестра, Гертруда Бранд, 19-я баронесса Дакр (1750—1819). Она была женой Томаса Бранда Младшего.

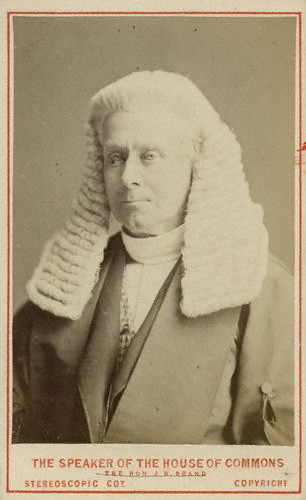
Генри Бранд, 1-й виконт Хэмпден, 23-й барон Дакр (1814—1892)

В 1819 году ей наследовал её старший сын, Томас Бранд, 20-й барон Дакр (1774—1851). Он представлял в Палате общин Хелстон (1807) и Хартфордшир (1807—1819). Его младший брат, Генри Бранд (1777—1853), был генералом британской армии. В 1824 году он получил королевское разрешение на смену фамилии с «Бранд» на «Тревор». Ему наследовал его старший сын, Томас Кросби Уильям Тревор, 22-й барон Дакр (1808—1890). Он заседал в Палате общин от Хартфордшира (1847—1852) и служил лордом-лейтенантом графства Эссекс (1865—1869). Его преемником стал его младший брат, бывший спикер Палаты общин, Генри Бранд, 1-й виконт Хэмпден (1814—1892), который стал 23-м бароном Дакр.
Титул барона Дакр оставался дочерним титулом виконтов Хэмпден до смерти в 1965 году Томаса Генри Бранда, 4-го виконта Хэмпдена и 26-го барона Дакра (1900—1965). После его смерти титул виконта Хэмпдена унаследовал его младший брат, Дэвид Бранд, 5-й виконт Хэмпден (1902—1975). На баронство стали претендовать две сестры, Рэйчел Дуглас-Хьюм (1929—2012) и Тесса Мэри Томпсон (род. 1934), дочери 4-го виконта Хэмпдена. В 1970 году старшая из дочерей, Рэйчел Лейла Дуглас-Хьюм, была признана 27-й баронессой Дакр. Она была женой Уильяма Дугласа-Хьюма (1912—1992), второго сына Чарльза Коспатрика Арчибальда Дугласа-Хьюма, 13-го графа Хьюма и младшего брата премьер-министра Великобритании сэра Александра Дугласа-Хьюма.
По состоянию на 2025 год носительницей титула являлась Эмили Дуглас-Хьюм, 29-я баронесса Дакр (род. 1983), которая наследовала своему отцу в 2014 году.
В 1661 году титул барона Дакра из Гисленда был воссоздан для Чарльза Говарда (1629—1685), который получил ещё и графа Карлайла. Чарльз Говард был сыном сэра Уильяма Говарда из Наворта и потомком Элизабет Дакр, дочери 4-го барона Дакра креации 1482 года.
Известный британский историк Хью Тревор-Ропер, барон Дакр из Глантона (1914—2003) был потомком Ричарда Генри Ропера, второго (младшего) сына Энн, 16-й баронессы Дакр (1684—1755), от её второго брака с Генри Ропером, 8-м бароном Тейнхемом. В 1979 году он получил звание пожизненного пэра в качестве барона Дакр из Глантона.
Томас Барретт-Леннард (1761—1857), незаконнорожденный сын Томаса Барретта-Леннарда, 17-го барона Дакра (1717—1786), и Элизабет Фицтомас, получил в 1801 году титул баронета из Белхуса.

## Бароны Дакр, первая креация (1321)

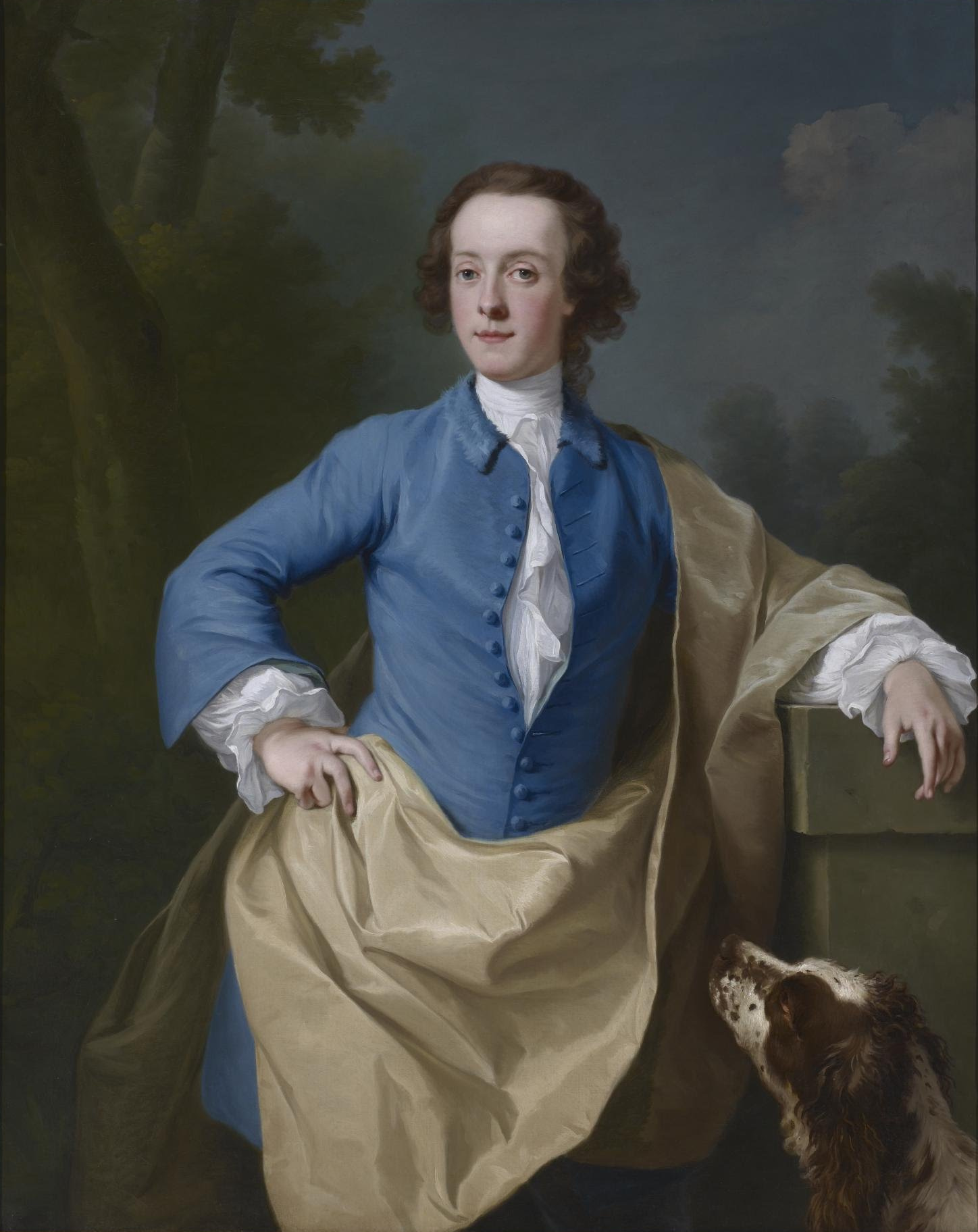
Томас Барретт-Леннард, 17-й барон Дакр (1717—1786)

- Ральф Дакр, 1-й барон Дакр (около 1290 — апрель 1339), сын Уильяма Дакра из Камберленда
- Уильям Дакр, 2-й барон Дакр (1319 — июль 1361), старший сын предыдущего
- Дакр, Ральф, 3-й барон Дакр (1321 — 17 августа 1375), второй сын 1-го барона Дакра
- Хью Дакр, 4-й барон Дакр (1335 — 24 декабря 1383), младший брат предыдущего
- Уильям Дакр, 5-й барон Дакр (1357 — 20 июля 1398), сын предыдущего
- Томас Дакр, 6-й барон Дакр (27 октября 1386 — 5 января 1458), сын предыдущего
- Джоан Дакр, 7-я баронесса Дакр (ок. 1433 — 8 марта 1486), дочь сэра Томаса Дакра (1410—1448), старшего сына 6-го барона Дакра
  - Ричард Файнс (по праву жены; 1415 — 28 ноября 1483), сын Роджера Файнса, муж предыдущей
- Томас Файнс, 8-й барон Дакр (1474 — 9 сентября 1534), сын сэра Джона Файнса и внук 7-й баронессы Дакр
- Томас Файнс, 9-й барон Дакр (ок. 1515 — 29 июня 1541), сын сэра Томаса Файнса (ум. 1528), внук 8-го барона Дакра
- Грегори Файнс, 10-й барон Дакр (25 июня 1539 — 25 декабря 1594), младший (второй) сын предыдущего. В 1558 году был восстановлен в правах.
- Маргарет Файнс, 11-я баронесса Дакр (1541 — 16 марта 1612), единственная дочь Томаса Файнса, 9-го барона Дакра, и Мэри Невилл (1524—1576)
- Генри Леннард, 12-й барон Дакр (25 марта 1570 — 8 августа 1616), второй сын предыдущей и Сампсона Леннарда (ум. 1615)
- Ричард Леннард, 13-й барон Дакр (31 марта 1596 — 20 августа 1630), единственный сын предыдущего
- Фрэнсис Леннард, 14-й барон Дакр (12 мая 1619 — 12 мая 1662), единственный сын предыдущего от первого брака
- Томас Леннард, 15-й барон Дакр (13 мая 1654 — 30 октября 1715), сын предыдущего. Женат на Энн Палмер .
- Энн Барретт-Леннард, 16-я баронесса Дакр (17 августа 1684 — 26 июня 1755), младшая дочь предыдущего, 1-й муж — Ричард Барретт (1682—1716), 2-й муж — Генри Ропер, 8-й барон Тенхейм (ок. 1676—1723), 3-й муж — Роберт Мур (ум. 1728)
- Томас Барретт-Леннард, 17-й барон Дакр (20 апреля 1717 — 12 января 1786), единственный сын предыдущей от первого брака
- Тревор Чарльз Ропер, 18-й барон Дакр (14 июня 1745 — 4 июля 1794), сын достопочтенного Чарльза Ропера (1721—1754), внук Генри Ропера, 8-го барона Тенхейма, и Энн Барретт-Леннард
- Гертруда Бранд, 19-я баронесса Дакр (25 августа 1750 — 3 октября 1819), младшая сестра предыдущего
- Томас Бранд, 20-й барон Дакр[англ.] (25 марта 1774 — 21 марта 1851), старший сын предыдущей
- Генри Тревор, 21-й барон Дакр[англ.] (27 июля 1777 — 2 января 1853), младший брат предыдущего
- Томас Кросби Уильям Тревор, 22-й барон Дакр[англ.] (5 декабря 1808 — 26 февраля 1890), старший сын предыдущего
- Генри Бранд, 1-й виконт Хэмпден, 23-й барон Дакр (24 декабря 1814 — 14 марта 1892), младший брат предыдущего
- Генри Роберт Бранд, 2-й виконт Хэмпден, 24-й барон Дакр (2 мая 1841 — 22 ноября 1906), старший сын предыдущего
- Томас Уолтер Бранд, 3-й виконт Хэмпден, 25-й барон Дакр (29 января 1869 — 4 сентября 1958), старший сын предыдущего
- Томас Генри Бранд, 4-й виконт Хэмпден, 26-й барон Дакр (30 марта 1900 — 17 октября 1965), старший сын предыдущего
- Рэйчел Лейла Дуглас-Хьюм, 27-я баронесса Дакр[англ.] (24 октября 1929 — 25 декабря 2012), третья дочь предыдущего, жена достопочтенного Уильяма Дугласа-Хьюма (1912—1992)
- Джеймс Томас Арчибальд Дуглас-Хьюм, 28-й барон Дакр (16 мая 1952 — 8 мая 2014), единственный сын предыдущей
- Эмили Дуглас-Хьюм, 29-я баронесса Дакр (родилась 7 февраля 1983), единственная дочь предыдущего
  - Наследницы: Достопочтенная Сара Дуглас-Хьюм (родилась 4 июля 1954), Достопочтенная Джан Лейла Дуглас-Хьюм (родилась 23 июня 1958) и Достопочтенная Дина Лилиан Дуглас-Хьюм (родилась 22 января 1964), тети предыдущей.

## Бароны Дакр из Гисленда, вторая креация (1459)
- Ральф Дакр, 1-й барон Дакр из Гисленда (умер 29 марта 1461), второй сын Томаса Дакра, 6-го барона Дакра

## Бароны Дакр из Гисленда, третья креация (1482)
- Хамфри Дакр, 1-й барон Дакр (умер 30 мая 1485), третий сын Томаса Дакра, 6-го барона Дакра
- Томас Дакр, 2-й барон Дакр (25 ноября 1467 — 24 октября 1525), старший сын предыдущего
- Уильям Дакр, 3-й барон Дакр (29 апреля 1497 — 12 ноября 1563), старший сын предыдущего
- Томас Дакр, 4-й барон Дакр (примерно 1526 — 1 июля 1566), старший сын предыдущего
- Джордж Дакр, 5-й барон Дакр (1561 — 17 мая 1569), второй (младший) сын предыдущего.

## Бароны Дакр из Гилсланда (1661)
- см. граф Карлайл (креация 1661 года)

## Барон Дакр из Гланстона, пожизненный пэр (1979)
- см. Хью Тревор-Ропер, барон Дакр из Гланстона (15 января 1914 — 26 января 2003)